# フランコ・スクリーニ
フランコ・スクリーニ（Franco Zuculini, 1990年9月5日 - ）は、アルゼンチン・ラ・リオハ出身の同国代表サッカー選手。ポジションはMF（守備的ミッドフィールダー）。
同じくサッカー選手のブルーノ・スクリーニは実弟。

## 経歴

### ラシン・クルブ
そのプレースタイルから「ニュー・マスチェラーノ」と呼ばれ、ジェンナーロ・ガットゥーゾと比較されることもあった。当時のアルゼンチン代表監督であったディエゴ・マラドーナは、「次のワールドカップの主役候補のひとり」と称した。

### ホッフェンハイム
2008年12月3日、イングランドのマンチェスター・ユナイテッドFCやリヴァプールFCが獲得に興味を示していると報じられたが、2009年6月、移籍金460万ユーロでドイツのTSG1899ホッフェンハイムに移籍した。2009年9月12日のVfLボーフム戦でデビューし、10月24日の1.FCニュルンベルク戦で初得点を決めたが、2009-10シーズンは出場7試合のうち5試合が途中出場で、総出場時間は243分に留まった。2010年5月、SSCナポリを含む複数のイタリアのクラブが関心を示していると報じられ、その後ジェノアCFCにレンタル移籍した。当初のレンタル期間は1年間であったが、2011年1月に古巣ラシン・クルブにレンタルで復帰した。

### サラゴサ
同年8月12日にはプリメーラ・ディビシオンのレアル・サラゴサへシーズンローンとなった。16日後のレアル・マドリード戦でスタメン出場しリーグデビュー。シーズン終了後に3年契約で完全移籍した。ラージョ・バジェカーノ戦で移籍後初ゴールを挙げ2-0で勝利したが、2013年2月に右膝前十字靭帯を断裂し残りのシーズンを棒に振った。2012-13シーズンの結果クラブは最下位となりセグンダ・ディビシオン降格が決定、これに伴い自身は放出された。

### アルセナル
サラゴサ退団後はアルセナルFCでリハビリやトレーニングを行っていたが、2014年1月21日に同クラブと半年間の契約を締結した。

### イタリア復帰
2014年7月8日、セリエBのボローニャFCに2年契約で移籍しイタリアへ帰還した。28試合出場3得点を記録し、クラブのセリエA昇格に貢献した。
2016-17シーズンより2年契約でエラス・ヴェローナFCへ加入し、再びセリエBでプレーすることとなった。クラブが昇格した場合に契約が1年間自動延長されるオプションが付帯する。2017年7月12日には契約を2年延長した。

### コロン
2018年7月27日、エドゥアルド・ドミンゲス監督の誘いを受けCAコロンへフリーで加入し母国復帰となった。

## 代表歴
アルゼンチン代表のディエゴ・マラドーナ監督に才能が認められ、トレーニングキャンプに招集されたことがある。2009年1月、アルゼンチンU-20代表として南米ユース選手権に参加した。2009年5月にフル代表に選出され、同月20日の親善試合・パナマ戦で19歳でデビュー。サンタフェでのホームゲームを3-1で制した。

## タイトル
ジェノア
- スーペルコッパ・プリマヴェーラ : 2010